# ギセニ県
ギセニ県 (préfecture de Gisenyi) は、2002年までルワンダの北西部に置かれていた県。中心都市はギセニでキブ湖の北東、カリシンビ山の南に位置し、北東にルヘンゲリ県、東にギタラマ県、南にキブエ県、北西にコンゴ民主共和国のキヴ州と接していた。ギセニとゴマは近接しており、ルワンダ紛争の際にはギセニからコンゴ民主共和国へ多くの難民が逃れ、後のキヴ紛争に繋がった。ギセニ県には10のコミューンが置かれていた。2002年にギセニ州 (Province de Gisenyi) となったのを経て、2006年1月1日にキブエ州、チャンググ州などと共に西部州に改編された。